# Esquirol llistat de collar gris
L'esquirol llistat de collar gris (Neotamias cinereicollis) és una espècie de rosegador de la família dels esciúrids. És endèmica dels Estats Units, estant present únicament en els boscos de coníferes dels estats de Nou Mèxic i Arizona a altituds dels 1.950 als 3.440 metres. Tenen una grandària mitjana, amb una llargada d'aproximadament 224 mm i un pes d'entre 55 i 70 g, sent les femelles una mica més grosses que els mascles. S'alimenten de tota mena de vegetació, principalment de glans.